# Livers-Cazelles
Livers-Cazelles é uma comuna francesa na região administrativa de Occitânia, no departamento de Tarn. Estende-se por uma área de 13,05 km². Em 2010 a comuna tinha 228 habitantes (densidade: 17,5 hab./km²).